# Castiarina yellowdinensis
Castiarina yellowdinensis es una especie de escarabajo barrenador metálico del género Castiarina, categorizada en la tribu Stigmoderini, de la subfamilia Buprestinae.

## Distribución
Se distribuye por Australasia.

## Taxonomía
Fue descrita científicamente por Barker en 1983.
Tratamiento taxonómico
La especie aparece registrada y publicada en New synonyms and new species of Stigmodera (Castiarina) (Coleoptera: Buprestidae). Transactions of the Royal Society of South Australia 107(3):139-169. (1983).